# 卢道亮
卢道亮（？—？），字仁业，一作仲业，范阳涿（今河北涿州市）人，出自范阳卢氏北祖大房，北魏秘书监、固安懿伯卢渊第二子。

## 生平
卢道亮深居乡野，直到死也不肯出仕。

## 家族

### 父母
- 卢渊，北魏秘书监、固安懿伯
- 赵郡李氏，散骑常侍、尚书、使持节、平西将军、泰州刺史、宣城公李孝伯之女[6]

### 兄弟姐妹
- 卢道将，北魏司徒司马
- 卢道裕，北魏左将军、泾州刺史
- 卢道虔，东魏卫大将军、幽州刺史、临淄恭文公
- 卢道侃，北魏幽州主簿
- 卢道和，北魏冀州中军府中兵参军
- 卢道约，东魏卫大将军、兖州刺史
- 卢道舒，北魏冠军将军、中书侍郎、固安伯
- 卢氏，嫁北魏使持节、平东将军、东道大行台、青州刺史、濮阳孝懿公李延寔
- 卢氏，嫁北魏龙骧将军、通直散骑侍郎李瑾
- 卢氏，嫁北魏定州治中李子云

### 夫人
- 太原王氏，北魏镇东将军、金紫光禄大夫、中书令、长社伯王琼之女[7][8]

### 子女
- 卢思演
- 卢思道，隋朝散骑侍郎，武阳郡太守
- 卢氏，嫁隋朝通州刺史封子绣[9][10]